# Сабуро Айдзава

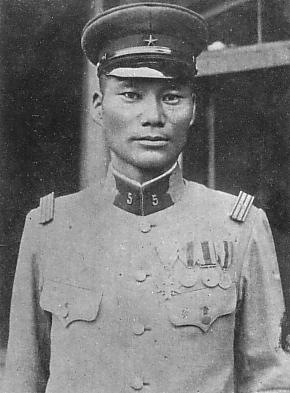
Сабуро Айдзава

Сабуро Айдзава (яп. 相沢 三郎) (6 вересня 1889 – 3 липня 1936) — японський офіцер імператорської армії Японської імперії, який у серпні 1935 року вбив японського генерал-майора Тецудзана Наґату під час події яка увійшла в історію Японії як «інциденту Айдзава». Пізніше підполковник Сабуро Айдзава був переданий під юрисдикцію японського військового суду який визнав його винним у вбивстві та присудив йому смертну кару.

## Біографія
Сабуро Айдзава народився 6 вересня 1889 року в Японській імперії в місті Сендаї, префектурі Міягі. Він був старшим сином Хіоносуке Айзави, який був колишнім судовим секретарем та нотаріусом домену Сендай, та його дружини Макіко. Сабуро Айдзава відвідував середню школу в префектурі Івате, перш ніж відвідати регіональну військову академію імператорської армії Японської імперії в Сендаї, яку він закінчив 28 травня 1910 року. Сабуро Айдзава служив на багатьох різних посадах і неодноразово отримував підвищення протягом 1910-х і 1920-х років, досягнувши звання підполковника на початку 1930-х років.
Сабуро Айдзава був рішучим прихильником японської воєнної фракції «Кодоха» (Імперський шлях), це була радикальна мілітаристська політичної фракції імператорської армії Японської імперії, яка протистояла поміркованій японській воєнній фракції «Тосейха» (Фракція контролю) у період відомий в історії Японської імперії як «Гунбацу». До середини 1935 року Сабуро Айдзава зневажав японського генерал-майора пана Тецузана Нагату фактичного лідера воєнної фракції «Тосейха», чиї ідеї викликали у нього шалену ворожість як «головного лиходія» фракції «Кодоха». Національна мобілізаційна стратегія генерал-майора Тецузана Нагати щодо підготовки як військової, так і цивільної економіки до ведення нового типу війни відомої як «тотальної війни» образила фракцію «Кодоха», яка сприймала це як змову з корумпованою японською партійною політикою та олігархією більш відомою як «дзайбацу». Поведінка підполковника Сабуро Айдзави стала помітно непостійною, і він був дислокований на територію окупованого Японською імперією острова Тайвань. У липні 1935 року політичні маневри генерал-майора Тецузана Нагати призвели до вимушеної відставки пана Джінзабуро Масакі, який був генеральним інспектором військового вишколу, який був провідним членом фракції «Кодоха» та особистим другом підполковника Сабуро Айдзави.

## Інцидент Айдзава
12 серпня 1935 року підполковник Сабуро Айдзава вбив генерал-майора Тецузана Нагату за те, що він, нібито, поставив армію «в лапи великих фінансистів» і в помсту за примусову відставку Джінзабуро Масакі, що стало відомим в історії як «інцидент Айдзава». Підполковник Сабуро Айдзава увійшов до офісу генерал-майора Тецузана Нагати в Токіо і зарізав його своїм мечем, після чого він не намагаючись чинити опір й арешту японською військовою поліцією, і, як повідомляється, сказав, що він «був в абсолютній сфері, тому не було ані ствердження, ані заперечення, ані добра, ані зла». Дії підполковника Сабуро Айдзава посилили політичну поляризацію в  імператорської армії Японської імперії, і міністр армії Японської імперії пан Хаясі Сендзіро був змушений піти у відставку через цю справу. Подальший конфлікт між обома воєнними фракціями призвела до так званого «інциденту 26 лютого» в лютому 1936 року, що фактично знищило фракцію «Кодоха» (Імперський шлях) та надала фракції «Тосейха» (Фракція контролю) повний вплив в імператорській армії Японської імперії. 3 липня 1936 року підполковник Сабуро Айдзава  був страчений через розстріл після резонансного судового процесу проведеного японським 1-м відділом (1-ша дивізія Японська імперія).